# Pauline Korikwiang
Pauline Chemning Korikwiang (née le 1er mars 1988 à Kaptabuk, dans la Vallée du Rift) est une athlète kényane spécialiste des courses de fond.
Elle se classe deuxième du 3 000 mètres lors des Championnats du monde jeunesse 2005 et des Championnats du monde juniors 2006, et remporte par ailleurs cette même année le titre individuel junior des Championnats du monde de cross-country.
Elle établit lors de la saison 2010 la deuxième meilleure performance mondiale de l'année sur 10 000 mètres, derrière l'Éthiopienne Meselech Melkamu, en réalisant le temps de 31 min 06 s 29 au meeting d'Ostrava.